# Koganei
Koganei (japanska: 小金井市?, Koganei-shi) är en stad i västra delen av Tokyo prefektur i Japan. Staden fick stadsrättigheter 1958.
Studio Ghibli har sitt huvudkontor i Koganei.